# Nachtmanderscheid
Nachtmanderscheid (Luxemburgs: Nuechtmanescht) is een plaats in de gemeente Putscheid en het kanton Vianden in Luxemburg.
Nachtmanderscheid telt 65 inwoners (2001).
Bivels · Gralingen · Merscheid · Nachtmanderscheid · Putscheid · Stolzembourg · Weiler

Luxemburgse gemeenten · Kanton Vianden · Luxemburg